# Авраам Линкольн (картина)
«Авраам Линкольн» (англ. Abraham Lincoln) — картина американского художника Джорджа Хили, написанная им в 1869 году. Портрет посвящён 16-му президенту США Аврааму Линкольну. Картина находится на стене Парадной столовой Белого дома в Вашингтоне, округ Колумбия, США.
Хили был родом из американского Бостона, но известность в качестве профессионального портретиста обрёл в Париже, во Франции. Выполнив несколько важных комиссий и пользуясь покровительством европейской элиты, он вернулся на родину, а затем получил от Конгресса США заказ на создание серии портретов американских государственных и военных деятелей, в том числе президента Авраама Линкольна. В годы гражданской войны Хили часто ездил в Вашингтон, где ему для будущего портрета позировал сам президент. Воспользовавшись помощью сына Линкольна, Роберта Тодда, Хили немного отвлёкся от работы над портретом, создав в 1868 году полотно «Миротворцы», на котором запечатлел Уильяма Текумсе Шермана, Улисса Симпсона Гранта, Дэвида Диксона Портера и собственно самого президента. Год спустя, в 1869 году, в Париже Хили наконец закончил президентский портрет, на котором полностью повторил позу Линкольна из «Миротворцев». По решению Конгресс портрет должен был быть передан в Белый дом, однако Улисс Грант, уже избранный в президенты, выбрал другую работу. Невостребованный портрет Хили выкупил Роберт Тодд Линкольн, в доме которого он провисел всю его взрослую жизнь. Роберт скончался в 1926 году, а в 1939 году умерла и его вдова Мэри Харлан Линкольн, по завещанию которой портрет в том же году был передан в Белый дом и по распоряжению президента Франклина Рузвельта повешен на стене над камином в Парадной столовой, где и находится в настоящее время.

## Контекст

### Линкольн

Линкольн кисти Хили, 1860 год

Авраам Линкольн родился 12 февраля 1809 года в округе Хардин (штат Кентукки) в семье колонистов из Виргинии. Когда ему было восемь лет, отец перевёз всю семью в Индиану, а в десятилетнем возрасте Авраам потерял свою мать. Он вырос в диком краю и к совершеннолетию каким-то чудом выучился читать, писать и считать, сохранив в себе стремление к знаниям, несмотря на постоянную занятость на ферме, лесопилке, а также в магазине в Нью-Сейлеме. Во время войны Чёрного Ястреба Линкольн был капитаном, затем он провел восемь лет в Палате представителей Иллинойса и в непрестанных поездках по штату в качестве адвоката. В то же время Авраам женился на Мэри Тодд, и у них было четверо мальчиков, только один из которых дожил до зрелости. В 1858 году Линкольн баллотировался в Сенат, но проиграл Стивену Дугласу, однако приобрёл известность на федеральном уровне, помогшую ему в 1860 году выдвинуться в кандидаты в президенты от Республиканской партии. Авраам Линкольн был избран 16-м президентом США, поклявшись в своей инаугурационной речи «поддерживать, охранять и защищать» правительство, что стало своего рода предостережением южным штатам. Он немедленно занялся укреплением национальной организации республиканцев, одновременно призвав большую часть северных демократов к общей работе на благо Союза. Считая незаконной всякие попытки сецессии, Линкольн был готов применить силу для защиты федерального законодательства и самого Союза. Когда батареи конфедератов открыли огонь по форту Самтер и вынудили его сдаться, Линкольн призвал 75 тысяч добровольцев отстоять свободу в начавшейся гражданской войне. В 1863 году Линкольн издал прокламацию об освобождении, объявившую всех рабов навечно свободными с 1 января в пределах Конфедерации. В том же году в речи на военном кладбище в Геттисберге, он отметил, что «мы сейчас должны посвятить себя решению важнейшей задачи, заключающейся в том, что эти умершие погибли не зря — что наша нация по воле Божьей должна заново обрести свободу — и это правительство народа, волей народа, и для народа, не исчезнет с лица земли». В 1864 году Линкольн переизбрался на президентский пост, и в речи на второй инаугурации призвал «не испытывая ни к кому злобы, с милосердием ко всем, с непоколебимой верой в истину, на которую право дал нам Господь, приложить же все усилия, чтобы закончить начатую работу, перевязать раны нации». Военные триумфы Союза приблизили конец войны и начало мира, для достижения которого президент проявлял достаточную гибкость, поощряя южан к сложению оружия и присоединению к реконструкции. В день Страстной пятницы, 14 апреля 1865 года, Линкольн погиб в театре Форда в Вашингтоне от руки убийцы, вознамерившегося помочь Югу. Его усилия пошли прахом, и Линкольн скончался с полным осознанием того, что мир неизбежен.

### Хили

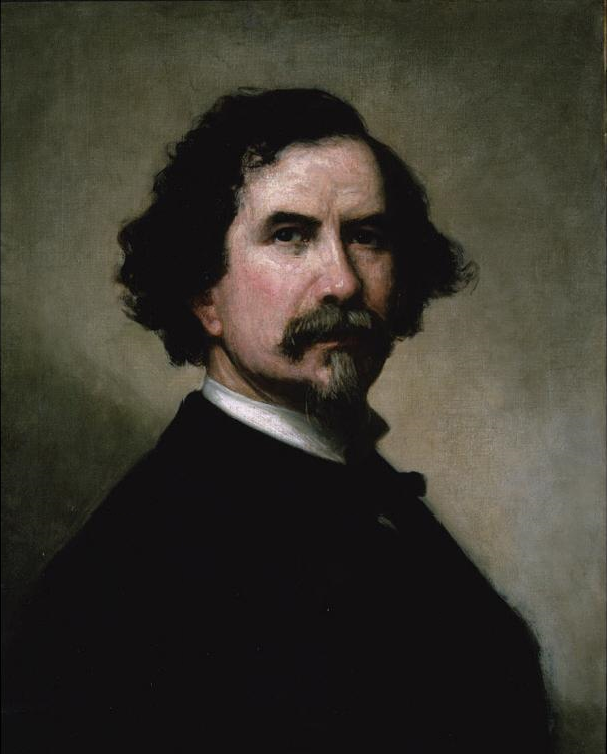
Автопортрет Хили, 1870 год

Джордж Питер Александр Хили (1813—1894) был одним из самых популярных и плодовитых американских портретных художников XIX века. Будучи уроженцем Бостона, он рано осознал свой художественный талант и получил поддержку от таких портретистов, как Джейн Стюарт и Томас Салли. В 1834 году Хили отправился в Париж, где поступил в ученики к французским художникам Антуану Жану Гро и Тома Кутюру. Он часто выставлялся на Парижском салоне, быстро приобретя общественное признание и заручившись поддержкой представителей европейской элиты. В конце 1835 года Хили уехал в Италию, а в следующем году обосновался в Лондоне, не оставив занятия живописью. В 1839 году Хили женился на Луизе Фиппс, и семья обосновалась в Париже. В 1840 году французский король Луи-Филипп поручил Хили создать серию портретов членов королевских семей и европейских и американских государственных деятелей для исторической коллекции в Версальском дворце. Сочетая свои оригинальные работы и копии оригинальных портретов более ранних мастеров, в том числе из Виндзорского замка, для выполнения которых он получил личное разрешение от британской королевы Виктории, Хили запечатлел на своих работах более 40 исторических фигур, таких как Елизавета I, Георг III и Шарлотта София, Джордж Вашингтон, Джон Адамс, Томас Джефферсон, Александр Гамильтон, Бенджамин Франклин, Джон Пол Джонс, Горацио Нельсон, Уильям Питт и Дэниел Уэбстер. В это время его творческие умения обогатились неоценимым опытом изучения портретов великих художников, таких как Томас Гейнсборо, Томас Лоуренс и Джошуа Рейнольдс. Луи-Филипп был свергнут во время революции 1848 года, после чего Хили вернулся в Америку, где написал портреты Эндрю Джексона, Джона Куинси Адамса и Генри Клея. В 1851 году Хили завершил своё самое амбициозное историческое полотно под названием «Ответ Уэбстера Хэйну», на которой изобразил более 130 человек, присутствовавших на дискуссии 1830 года в Конгрессе о конституционной природе Союза. В 1855 году он выиграл золотую медаль Парижской всемирной выставки за картину «Франклин доносит требования американских колоний до Людовика XVI». В 1856 году Хили вместе с семьёй поселился в быстро развивающемся городе Чикаго (штат Иллинойс). В 1857 году Конгресс возложил на него задачу создать серию портретов американских государственных и военных деятелей для Белого дома, в число которых вошли Джеймс Мэдисон, Джон Джей, Джон Маршалл, Мартин Ван Бюрен, Джон Тайлер, Джеймс Нокс Полк, Франклин Пирс, Джеймс Бьюкенен, Авраам Линкольн, Закари Тейлор, Улисс Грант и Уильям Текумсе Шерман.

## Создание

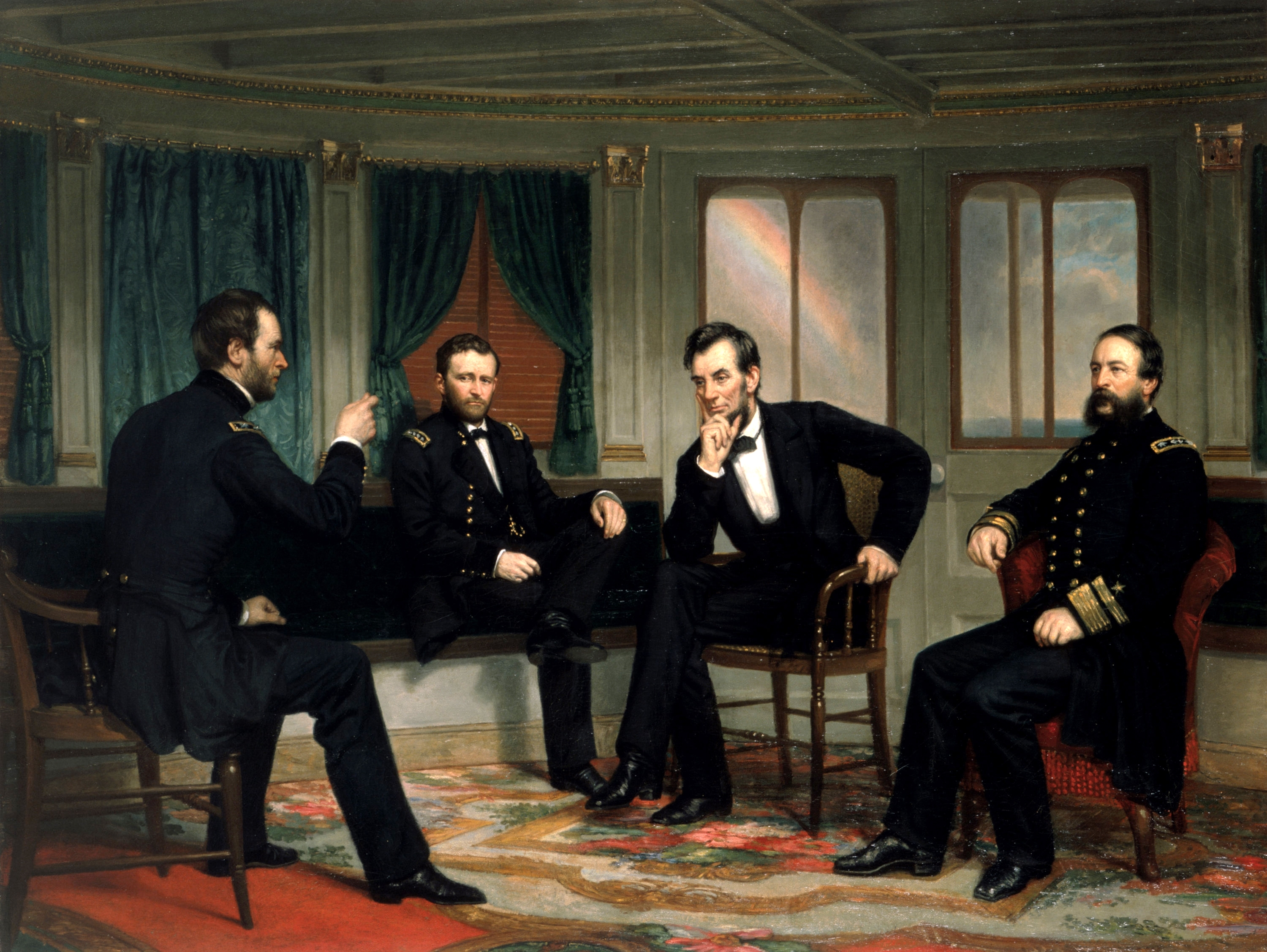
«Миротворцы» кисти Хили

В годы гражданской войны Хили часто ездил в Вашингтон для зарисовок с натуры членов кабинета президента Линкольна. В августе 1864 года уже сам Линкольн позировал Хили, сделавшему несколько эскизов для будущего президентского портрета. После убийства Линкольна в апреле 1865 года художник решил отвлечься и задумал картину «Миротворцы», работу над которой закончил к концу 1868 года, посвятив её историческому совещанию высшего командования Союза, состоявшемуся 28 марта 1865 года на пароходе «Королева реки» в Сити-Пойнте (штат Виргиния) в последние дни гражданской войны с участием Уильяма Текумсе Шермана, Улисса Симпсона Гранта, Дэвида Диксона Портера и собственно самого Линкольна. На данном полотне президент изображён наклонившимся вперёд и вслушивающимся в рассуждения генерала Шермана до предложения своих доводов и принятия важных решений. Год спустя, в 1869 году, Хили написал в Париже новую картину на основе «Миротворцев», но уже без изображения членов высшего командования Линкольна, сосредоточившись лишь на фигуре Линкольна и полностью повторив его позу. Примечательно, что Хили писал фигуру Линкольна с Леонарда Свитта, а также по предложениям сына президента Роберта Тодда Линкольна и фотографиям Мэттью Брэди. Ещё висевший в студии Хили портрет был высоко оценён французским художественным критиком Жюлем Леметром, воскликнувшим при взгляде на картину — «Великолепно! Великолепно!».

## История и судьба

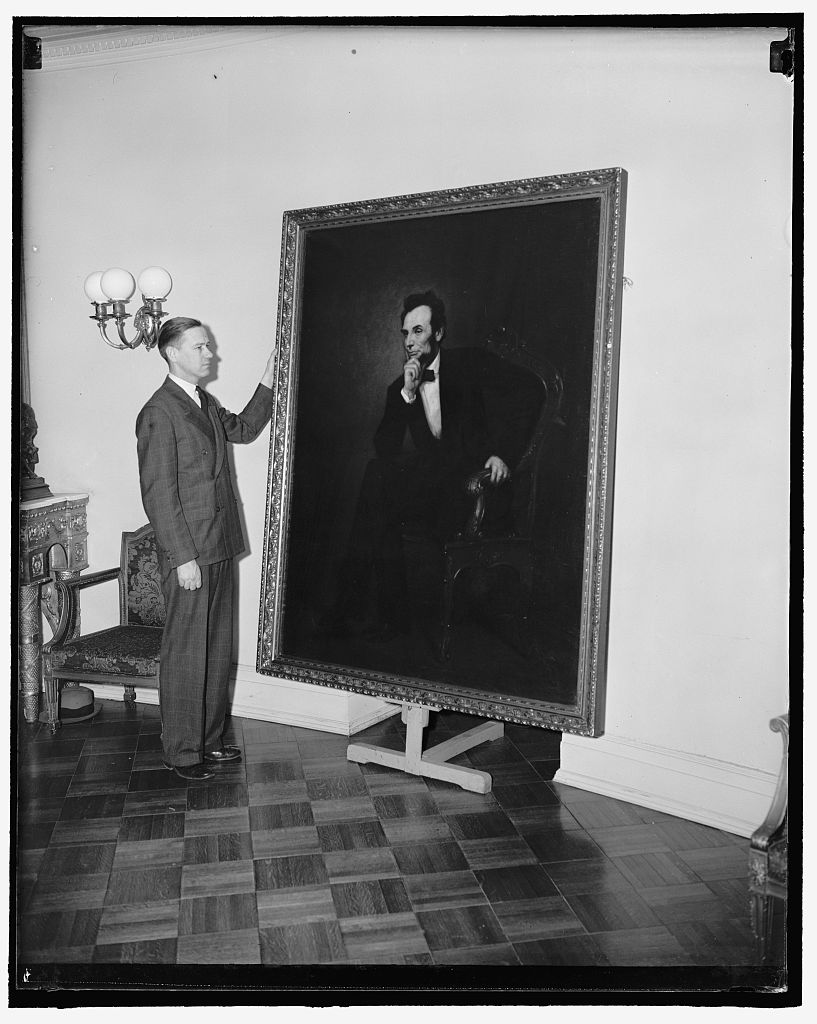
Принятие портрета Линкольна в дар, Белый дом, 22 марта 1939 года

Хили отправил готовое полотно в Вашингтон в ответ на акт Конгресса США от 3 марта 1869 года, санкционировавший размещение работы в растущей коллекции президентских портретов в Белом доме. Однако, несмотря на личное письмо Роберта Линкольна, Улисс Грант, избранный в 1868 году президентом США, предпочёл портрет Линкольна, заказанный у своего близкого друга Уильяма Когсуэлла. Оставшийся в Вашингтоне невостребованный портрет был куплен у Хили за умеренную цену лично Робертом Линкольном. Он признавался, что «это, на мой взгляд, лучший реалистичный портрет моего отца», который провисел в доме у Роберта Линкольна протяжении всей его взрослой жизни. Он скончался 26 июля 1926 года в возрасте 82 лет во время сна в своём летнем доме в Хилдене (штат Вермонт). Жена Роберта, Мэри Харлан Линкольн, пережила его на 11 лет и скончалась 31 марта 1937 года в возрасте 90 лет в своём доме в Джорджтауне. В этот период она часто отказывала в доступе общественности к некоторым материалам из коллекции семьи Линкольнов до конца срока ограничений, наложенных ещё её мужем. По завещанию Мэри Линкольн был учреждён целевой фонд размером около 1 миллиона долларов, обеспечивающий доходом её детей и внуков, в то время как старшая дочь Мэйми Ишэм получила в наследство портрет Линкольна кисти Хили и дом в Хилдене, но с условием того, что после её смерти первый будет пожертвован в дар правительству США, а второй отойдёт Пегги Беквит. Мэйми умерла год спустя, в ноябре 1938 года, а в 1939 году портрет был передан в Белый дом. Президент Франклин Делано Рузвельт в письме Фредерику Н. Тауэрсу, исполнителю и попечителю воли Мэри Харлан Линкольн, лично выразил «огромное удовольствие от получения Белым домом портрета Хили». В том же году Рузвельт повесил портрет Линкольна на стену над камином в Парадной столовой Белого дома. Данный зал, вмещающий до 140 человек, является самой большой из двух столовых и предназначен для встреч дипломатов, глав государств и иностранных государственных деятелей. Со времён реконструкции 1902 года, проведённой при президента Теодоре Рузвельте, столовая, оформленная дубовыми панелями естественного цвета, служит «банкетным залом и церемониальной палатой» и считается «центром гостеприимства в Белом доме». Размещение хорошо известного и очень узнаваемого портрета Линкольна кисти Хили в Парадной столовой свидетельствовало о его художественной ценности, а также послужило напоминанием о значительном наследии Линкольна, имеющем транснациональный характер и распространяющемся на весь мир. В последний год Второй мировой войны по велению Рузвельта на каминной полке была вырезана молитва из письма президента Джона Адамса своей жене от 2 ноября 1800 года: «Я молю Небеса, чтобы они даровали лучшие из Благословений на этот дом и всех тех, кто будет в дальнейшем жить в нем. Никто, кроме честных и мудрых людей, никогда не сможет править под этой крышей». Линкольн, пристально смотрящий на гостей столовой со своего портрета, один из этих «честных и мудрых», правивших страной, будто ассоциируется с этой молитвой, учитывая, что ещё в детстве он носил прозвище «Честный Эйб».

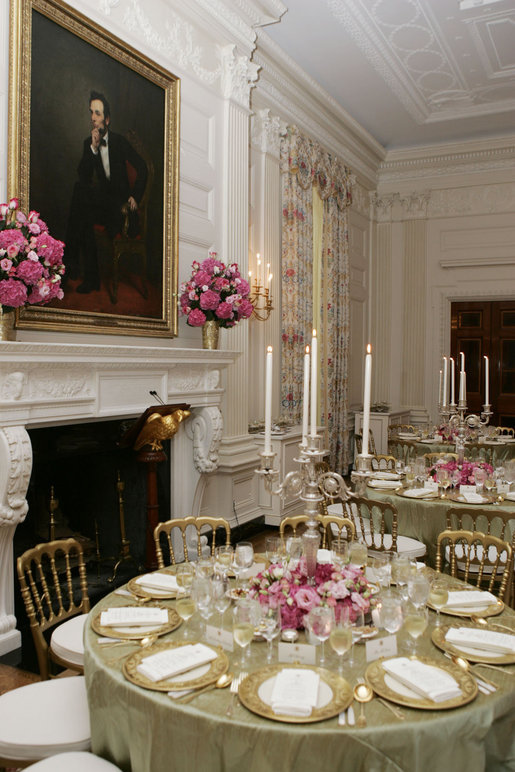
Портрет Линкольна в Парадной столовой

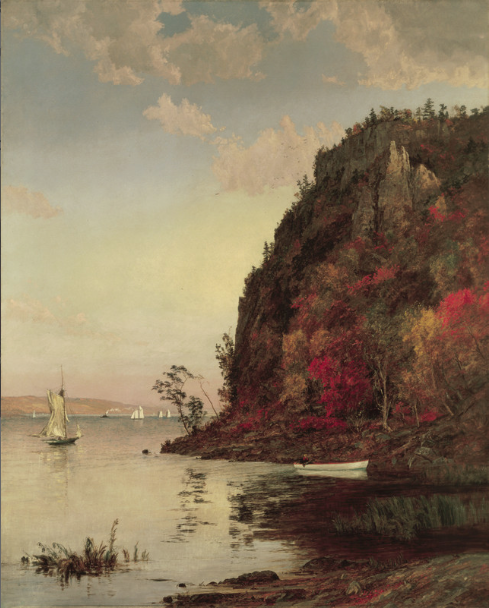
«Перед Палисадами, в октябре» кисти Кропси

Портрет висел в зале при президентах Гарри Трумэне, Дуайте Эйзенхауэре, Джоне Кеннеди и Линдоне Джонсоне. В ходе реконструкции Белого дома при Трумэне, в столовой был установлен чёрный мраморный камин, а сильно повреждённые дубовые панели были выкрашены в светло-зелёный цвет. В 1962 году при Кеннеди в зале появилась реплика камина 1902 года, а стены перекрашены в цвет слоновой кости. Первая леди Леди Бёрд Джонсон называла портрет Линкольна одной из своих любимых картин в Белом доме. На Рождество 1971 года президент Ричард Никсон вместе с первой леди подарил всем сотрудникам Белого дома репродукции портрета Линкольна. В 1973 году Никсон перенёс портрет из Парадной столовой в Восточную комнату, сменив его на картину «Перед Палисадами, в октябре» кисти Джаспера Фрэнсиса Кроспи. Решение заменить портрет самого главного миротворца американской нации на ландшафтный пейзаж реки Гудзон кажется странным и парадоксальным, учитывая, что в своей инаугурационной речи в 1969 году, Никсон отметил, что «возможность обрести это звание миротворца является самой большой честью в истории». После отставки Никсона в ходе Уотергейтского скандала, по указанию новоизбранного президента Джеральда Форда в 1974 году портрет был возвращён на прежнее место. В то же время «Палисады» некоторое время висели в Красной комнате, затем в Жёлтой овальной комнате, а в настоящее время находятся в Офисе вице-президента в Западном крыле Белого дома. Портрет Линкольна считается культовым произведением искусства и важным эстетическим элементом Парадной столовой, где за прошедшие 75 лет его смогли увидеть миллионы посетителей во время своих экскурсий по Белому дому.

## Композиция

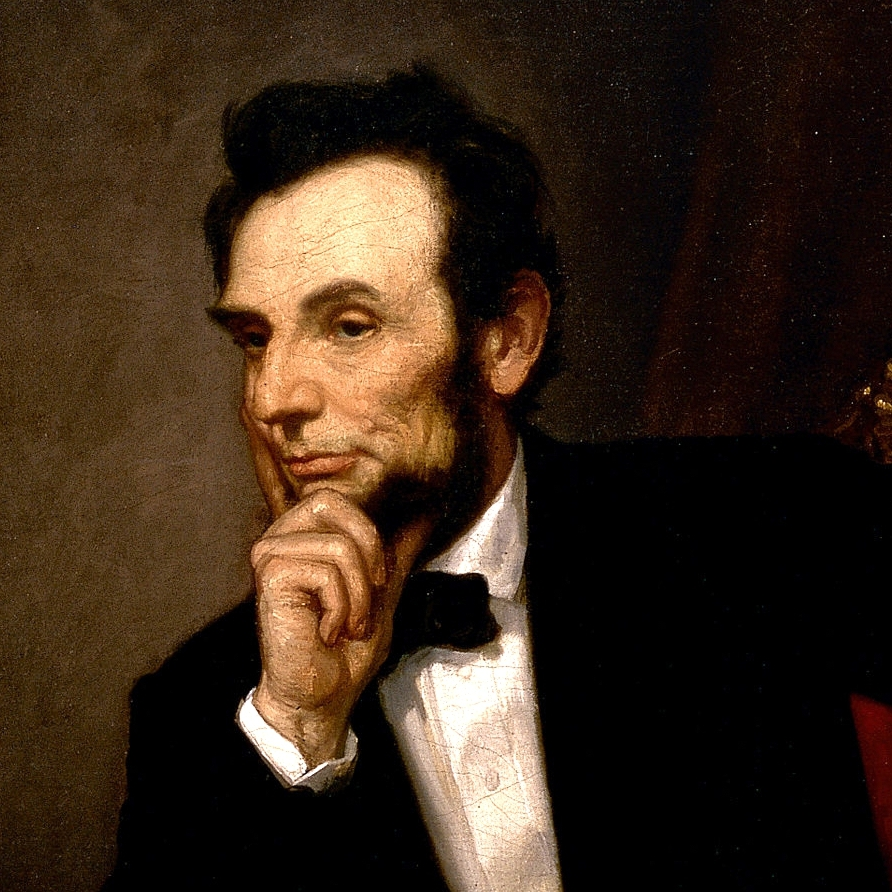
Линкольн у Хили (фрагмент)

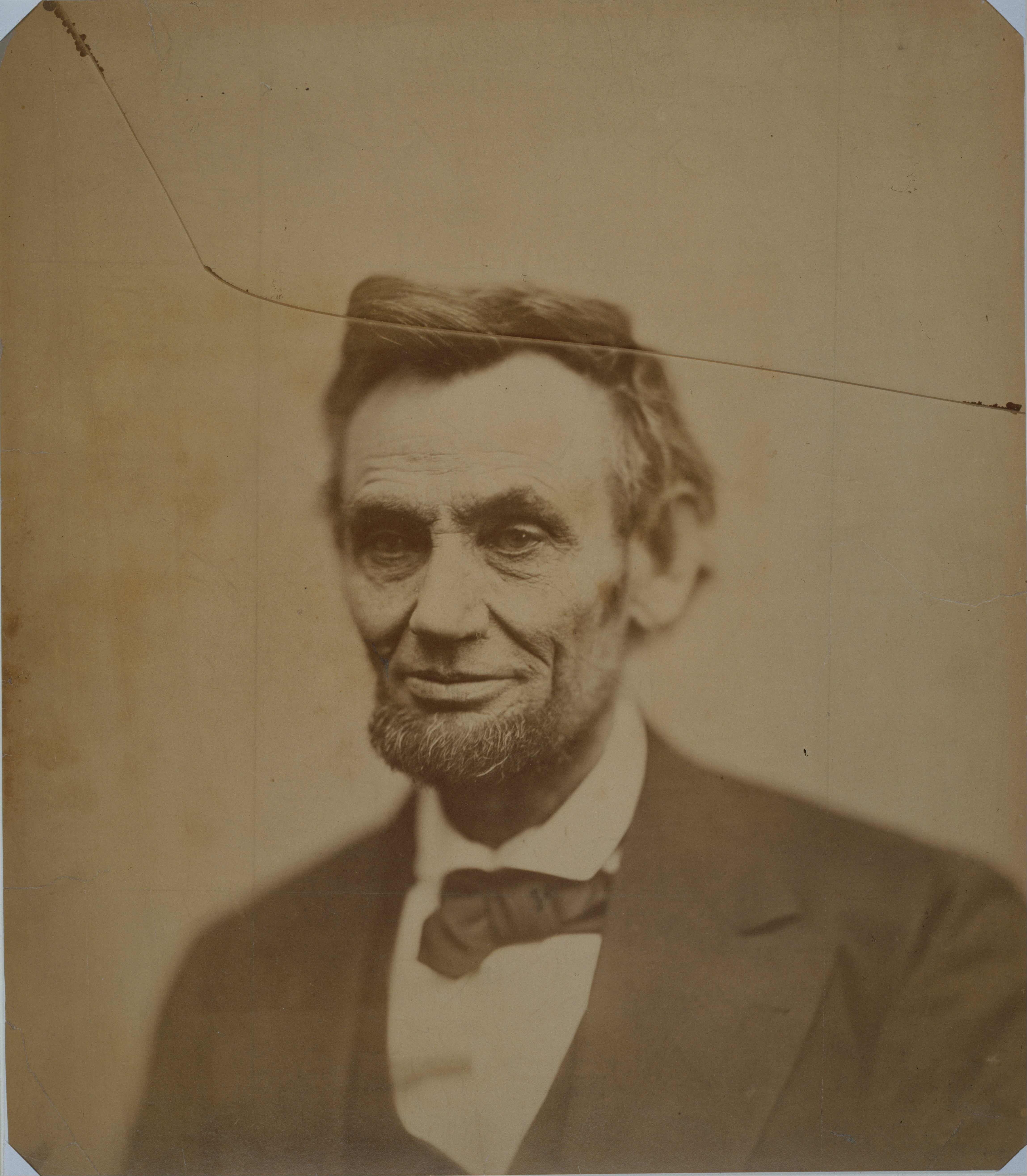
Линкольн (фото Гарднера)

Картина написана маслом на холсте; её размеры составляют 187,3 x 141,3 см. Портрет называется просто «Авраам Линкольн». Слева внизу картины видны подпись и дата: «G.P.A. Healy/1869». Центром картины является одинокая фигура Линкольна, одетого в костюм и галстук тёмных цветов в сочетании с белой рубашкой. Лицо президента, обращённое в левую сторону, выглядит устало, а сам он кажется глубоко погружённым в свои мысли и одновременно слушающим своего невидимого собеседника. Линкольн сидит в кресле, подавшись вперёд и неловко положив ногу на ногу, будто приняв классическую позу медитации. Упёршись локтем правой руки в колено, кистью той же руки президент поддерживает подборок, левой же рукой он держится за подлокотник кресла, будто собираясь тотчас же вскочить с него.
Учитывая условия политического климата в США того времени, кажется, что Хили сделал все возможное для того, чтобы отразить на своём полотне Линкольна как усталого борца за единство страны, не официальное лицо, а человека, величие дел которого стоит выше культивируемого  среди общественности образа. Художник явно польстил президенту, изобразив его розовощёким и моложавым. К тому времени Линкольну было уже 56 лет, он уже внешне постарел, кажется изнурённым, лицо его покрыто глубокими морщинами, о чём можно судить по фотографии Александра Гарднера, сделанной за два месяца до смерти президента

## Копии

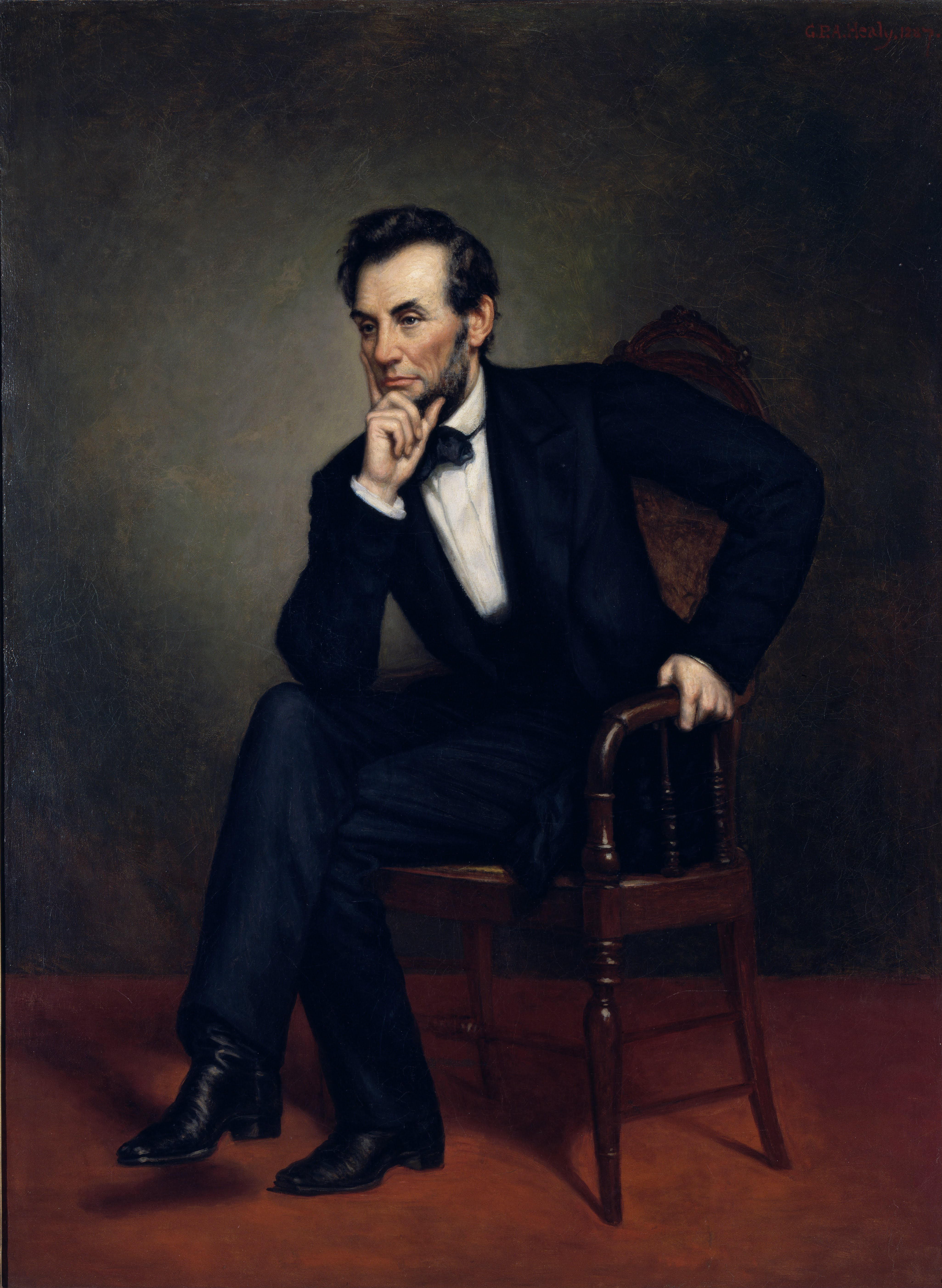
Портрет 1887 года

Хили прожил в Чикаго более десяти лет, став за это время одним из основателей Чикагского института искусств. Ближе к концу своей жизни он пожертвовал библиотеке Ньюберри более 40 своих картин, в том числе портреты Гранта и Линкольна, созданные во время работы над «Миротворцами». Однако многие из работ Хили были потеряны в Чикагском пожаре 1871 года.
В настоящее время известны по крайней мере четыре версии портрета Линкольна, включая ту, что хранится в Белом доме. Версия из Ньюберри, возможно, является одной из самых ранних, так как Линкольн сидит на довольно утилитарном кресле, взятом из «Миротворцев», а на двух других версиях видно кресло с лучше расписанными декоративными деталями, что может свидетельствовать о непрекращающемся совершенствовании работы Хили над портретом. Ещё один портрет был заказан у Хили лично другом Линкольна Элияху Уошберном, с которого в 1933 году художник Эдвард Брюэр снял список, в настоящее время висящий прямо за креслом спикера Палаты представителей Миннесоты в Капитолии в Сент-Поле (штат Миннесота).
Также известны две авторские копии портрета Линкольна. В Национальной портретной галерее Смитсоновского института находится портрет, написанный Хили в 1887 году спустя 22 года после смерти Линкольна (там же хранится ещё одна версия с другим видом кресла). Вторая копия портрета, заказанная семьёй Линкольна, висит в официальной резиденции губернатора штата Иллинойс в Спрингфилде.